# Parc national (transfrontalier) De Zoom-Kalmthoutse Heide
Le parc national De Zoom-Kalmthoutse Heide, est un parc naturel transfrontalier entre la Belgique et les Pays-Bas.
Il résulte de la fusion de deux anciens parcs, les Kalmthoutse Heide en Belgique et De Zoom aux Pays-Bas, il s'étend sur 37,50 kilomètres carrés. Une très grande partie du parc est couverte de landes.
Le parc a été désigné en tant que site Ramsar le 4 mars 1986.

## Gestion
Le parc est géré par une commission spéciale dans laquelle les deux organisations, flamandes et néerlandaises, sont représentées. Le parc est la propriété de la Région flamande, la municipalité de Kalmthout, Staatsbosbeheer, Natuurmonumenten et plusieurs propriétaires privés. La partie la plus connue du parc est en Belgique, au nord de la province d'Anvers (Kalmthout et Essen). La partie néerlandaise se trouve dans la municipalité Woensdrecht (province du Brabant-Septentrional) et s'étend de la frontière aux villages Huijbergen et Putte.

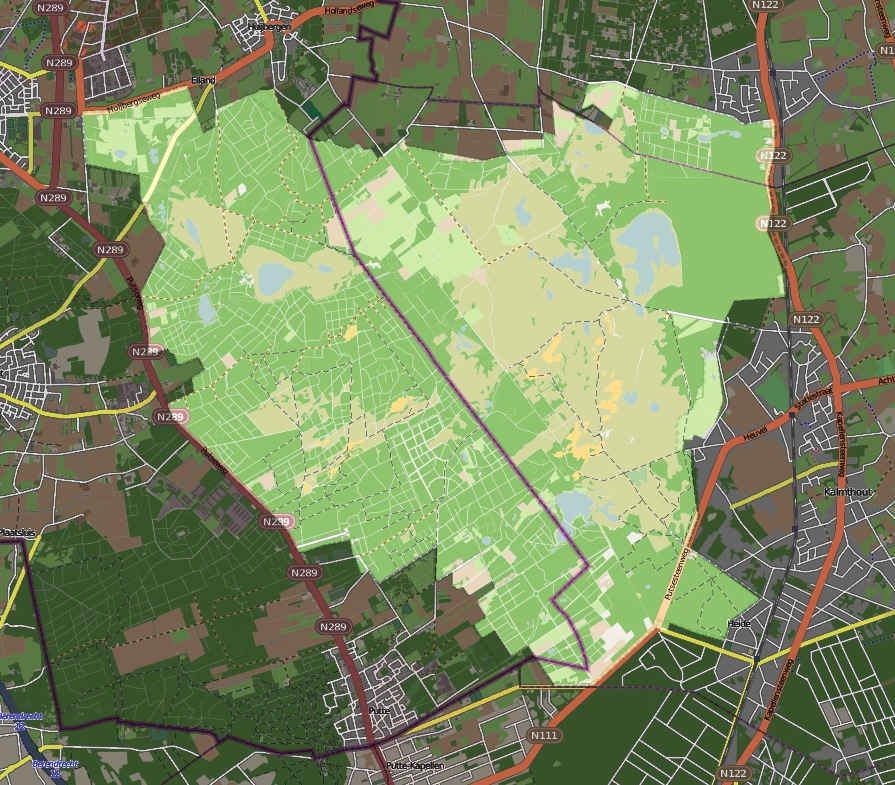
Plan du parc.